# Pierre Bec
Pierre Bec  (* 11. Dezember 1921 in Paris; † 30. Juni 2014 in Poitiers) war ein französischer Schriftsteller, Romanist, Okzitanist und Mediävist.

## Leben und Werk
Bec lebte ab dem Alter von 10 Jahren in Cazères, Département Haute-Garonne, und kam so mit der okzitanischen Sprache in Berührung, die zum Schwerpunkt seiner Lebenstätigkeit werden sollte. In den vierziger Jahren lernte er in deutscher Gefangenschaft Deutsch und Italienisch, studierte diese Fächer nach seiner Rückkehr, sowie Romanische Philologie. Er habilitierte sich 1959 mit den Thèses  Les interférences linguistiques entre gascon et languedocien dans les parlers du Comminges et du Couserans. Essai d'aréologie systématique (Paris 1968) und (Hrsg.) Les Saluts d'amour du troubadour Arnaud de Mareuil (Toulouse 1961) und war von 1963 bis 1989 Professor für mittelalterliche Sprachen und Literaturen an der Universität Poitiers.

## Werke

### Belletristik
- Contes de l'Unic, Orthez 1977
- Lo Hiu tibat. Racontes d'Alemanha, Toulouse 1978  (Erzählungen aus der Gefangenschaft)
- Sebastian, Lyon 1981
- Contes esquiçats, Orthez 1984
- Cant reiau, Pessac 1985
- Racontes d'ua mòrt tranquilla, Pau 1993
- Cants de l'arrèr-vita, Toulouse 1995
- Entà créser au món. Novèlas, Pau 2004
- Perpetuum mobile, Puylaurens 2005
- Liturgia pagana, Montpeyroux 2010
- Au virar de l'aura. Dotze sestinas aus quate vents, Toulouse 2012
- Cent poèmes du Sud. Poèmes, Orléans 2013

### Herausgebertätigkeit
- Petite anthologie de la lyrique occitane du Moyen âge. Initiation à la langue et à la poésie des troubadours, Avignon 1954, 1961 (Nouvelle Anthologie 1970)
- Nouvelle anthologie de la lyrique occitane du Moyen âge. Initiation à la langue et à la poésie des troubadours, Avignon 1970; Anthologie des troubadours, Paris 1979
- Anthologie de la prose occitane du Moyen âge XIIe-XVe siècle, Avignon 1977, 2 Bde., Valdarias 1988
- Burlesque et obscénité chez les troubadours. Pour une approche du contre texte médiéval, Paris 1984
- Pour un autre soleil. Le sonnet occitan des origines à nos jours. Une anthologie, Orléans 1994
- Chants d'amour des femmes-troubadours. Trobairitz et chansons de femme,  Paris 1995
- Le siècle d'or de la poésie gasconne 1550-1650. Anthologie bilingue, Paris 1997
- La joute poétique. De la tenson médiévale aux débats chantés traditionnels. Anthologie, Paris 2000
- Florilège en mineur. Jongleurs et troubadours mal connus, Orléans 2004
- Chant d'amour des femmes de Galice. Cantigas d'amigo galégo-portugaises, Paris 2010
- Arnaut Daniel, "Fin'amor" et folie du verbe, Gardonne 2012

### Monografien
- La langue occitane, Paris 1963, 6. Auflage 1995 (Que sais-je ? 1059)
- Manuel pratique de philologie romane, 2 Bde., Paris 1970–1971
- Manuel pratique d'occitan moderne, Paris 1973, 1983
- La lyrique française au Moyen âge, XIIe-XIIIe siècles. Contribution à une typologie des genres poétiques médiévaux. Etudes et textes, 2 Bde., Paris 1977–1978
- Vièles ou violes ? Variations philologiques et musicales autour des instruments à archet du Moyen âge XIe-XVe siècle, Paris 1992
- Écrits sur les troubadours et la lyrique médiévale 1961-1991, Caen 1992
- Per un païs. Ecrits sur la langue et la littérature occitanes modernes, hrsg. von Liliane Jagueneau, Poitiers 2002
- Les instruments de musique d'origine arabe. Sens et histoire de leurs désignations, Toulouse 2004
- Le comte de Poitiers. Premier troubadour à l'aube d'un verbe et d'une érotique, Montpellier 2004
- L'amour au féminin. Les femmes-troubadours et leurs chansons, Gardonne 2013